# Fàtima Llambrich i Núñez
Fàtima Llambrich i Núñez   (l'Ametlla de Mar, 20 de febrer de 1980) és una periodista catalana especialitzada en informació policial i judicial.
Llicenciada en Periodisme i Criminologia per la UAB, va fer les pràctiques a la delegació de TV3 a Tarragona i es va interessar per la informació judicial, policial i de seguretat, una feina que ha desenvolupat a TV3 des del 2008.
Ha publicat Sense cadàver (Ara Llibres, 2016), un llibre que radiografia Ramón Laso, un home condemnat a 30 anys per un doble homicidi sense cadàver del 2009. Sobre la mateixa investigació periodística, que tracta les entranyes de la Unitat Central de Persones Desaparegudes dels Mossos, en va sortir el reportatge televisiu «El cos del delicte» (30 minuts, 2015). També és coautora del reportatge «No tinc por!».
Va rebre el Premi Justícia 2018 a la trajectòria professional pel rigor informatiu de les seves cròniques.